# Svarthuvad skriktrast
Svarthuvad skriktrast (Turdoides reinwardtii) är en afrikansk fågel i familjen fnittertrastar inom ordningen tättingar.

## Kännetecken

### Utseende
Svarthuvad skriktrast är en ganska stor skriktrast, 25-26 centimeter lång. Den har en medellång stjärt, svartaktig huva, fläckigt bröst och ostreckat gråbrun ovansida. Undersidan är vit med beige flanker. På huvudet syns vit strupe och en tydlig vit ögonring. Liksom andra skriktrastar har den korta och rundade vingar, och flykten är fladdrig och svag.

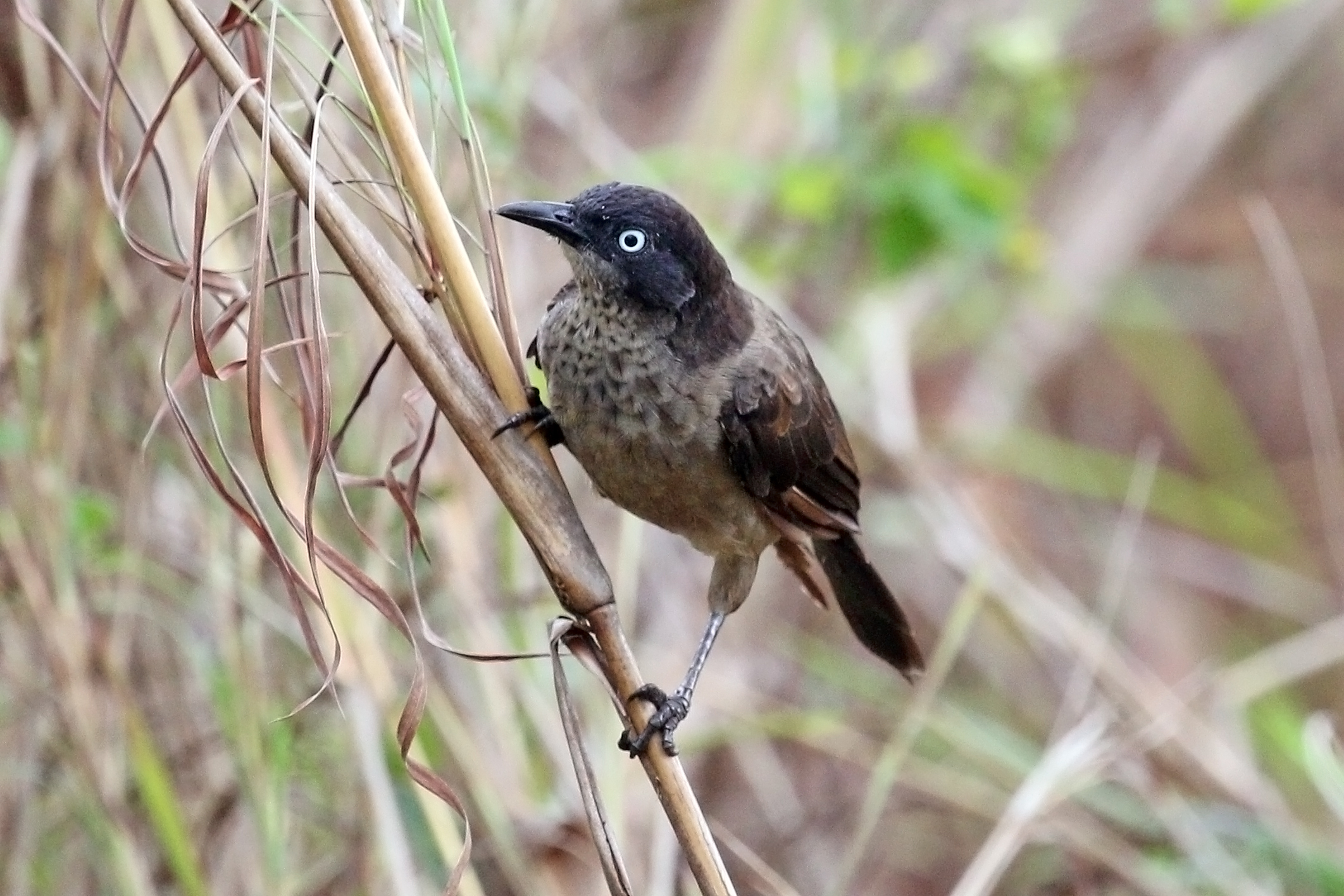

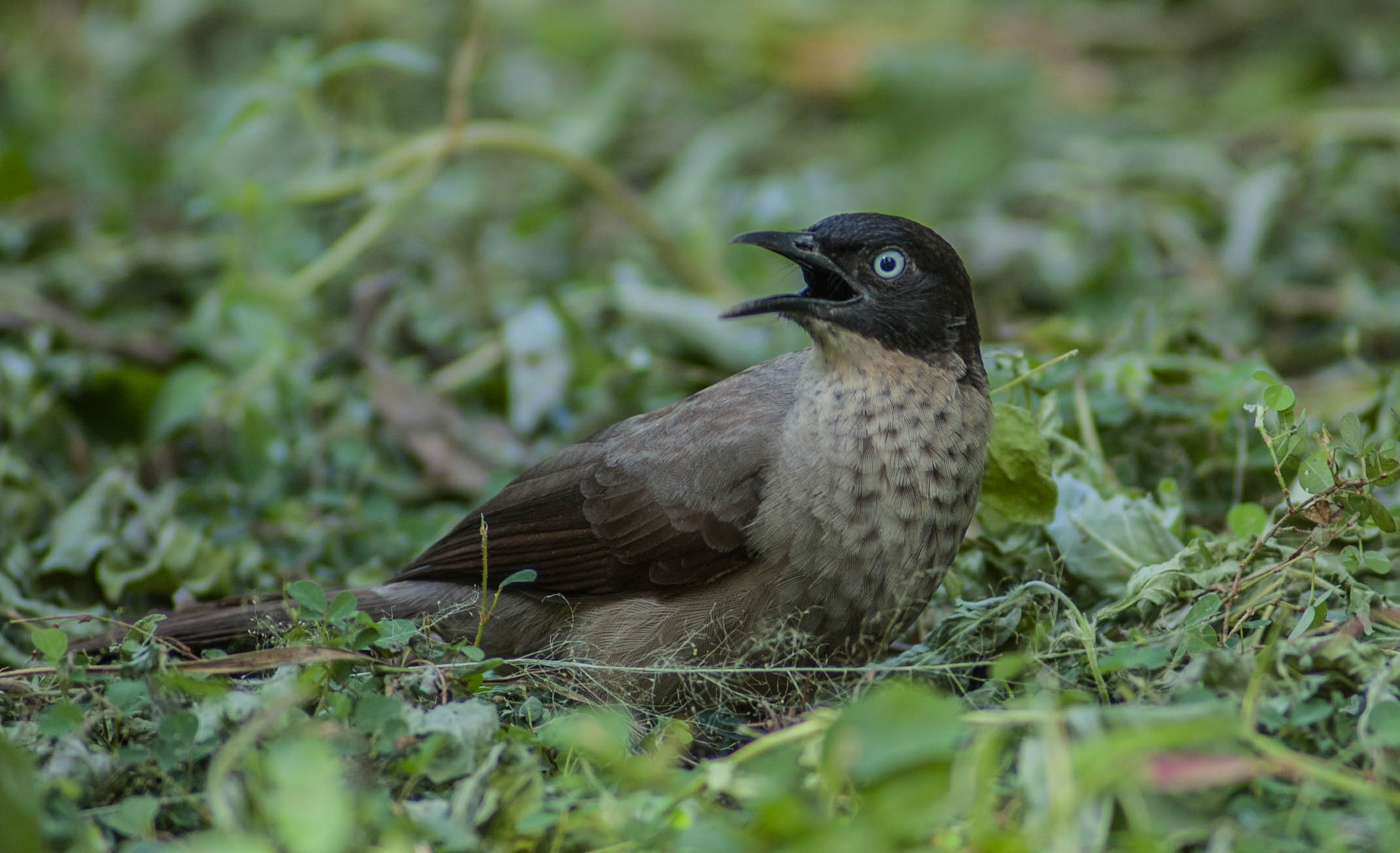

### Läte
Detta är en ljudlig fågel vars flockar avger ett konstant tjattrande, gnisslande och kvittrande. Det vanligaste lätet är ett "cha-ka-ta".

## Utbredning och systematik
Svarthuvad skriktrast förekommer huvudsakligen i Västafrika, österut till Demokratiska republiken Kongo. Den delas upp i två distinkta underarter med följande utbredning:
- Turdoides reinwardtii reinwardtii – Senegal till Sierra Leone och Mali
- Turdoides reinwardtii stictilaema – Ghana till Nigeria, Kamerun, Centralafrikanska republiken och norra Demokratiska republiken Kongo

Det har föreslagits att denna, ovamboskriktrast och mörk skriktrast utgör en och samma art.

## Levnadssätt
Svarthuvad skriktrast är en vanlig stannfågel i tät buskvegetation och skogsmarker där den lever av insekter men också frukt. Fågeln häckar kooperativt och lever i familjeflockar med mellan fyra och tolv eller fler individer, som alla hjälps åt att ta hand om ungarna. Den lägger två till tre ägg i ett skålformat bo som placeras dolt i lövverket i ett träd.

## Status och hot
Arten har ett stort utbredningsområde och en stor population, men tros minska i antal till följd av habitatförstörelse och fragmentering, dock inte tillräckligt kraftigt för att den ska betraktas som hotad. Internationella naturvårdsunionen IUCN kategoriserar därför arten som livskraftig (LC). Världspopulationen har inte uppskattats men den beskrivs som ovanlig till ganska vanlig.

## Namn
Fågelns vetenskapliga artnamn hedrar Caspar Georg Carl Reinwardt (1773-1854), holländsk naturforskare och samlare av specimen verksam i Ostindien 1817-1822.